# Requiem pour un caïd
Pour plus de détails, voir Fiche technique et Distribution.
Requiem pour un caïd est un film français réalisé par Maurice Cloche et sorti en 1964.

## Synopsis
La Police Judiciaire, au sein de laquelle se trouve la Brigade Mondaine est sur la piste d'un « souteneur », Pinelli, petit malfrat qui est sur le point de « faire » un coup avec un certain Vasco...

## Fiche technique
- Titre : Requiem pour un caïd
- Réalisation : Maurice Cloche
- Scénario : Maurice Cloche, Jean Kerchner
- Chef monteur : Gilbert Natot
- Chef décorateur : Robert Giordani
- Date de sortie : France : 26 juillet 1964
- Affiche : Jean Mascii (France)

## Distribution
- Pierre Mondy : Antoine Delille
- Jean-Pierre Bernard : Joseph Pinelli dit "Jo"
- Janine Vila : Corinne Bellac
- Claire Maurier : Jeannette Sorel
- Magali Noël : Eva Chiquois
- Michel Barbey : Ange Tavalesco dit "Vasco"
- Paul Pavel : Roger Dubois, le frère de Jeannette
- Jacques Duby : Dominique, l'adjoint de Delille
- Patricia Viterbo : Éliane, la fiancée de Dominique
- Daniel Ceccaldi : l'inspecteur Belin
- Étienne Bierry : l'inspecteur Le Gall
- Albert Medina : le commissaire de la P.J.
- Jacques Monod : le divisionnaire de la P.J.
- Michel Bardinet : l'adjoint du divisionnaire
- Charles Bouillaud : le greffier de la P.J.
- Hella Petri : Mado, la "psycho-esthéticienne"
- Jean Tissier : le père "La Coquille"
- Francis Blanche : Émile
- Roger Dutoit : Grégorio
- Pierre Doris : le patron de l'hôtel Monaco
- Robert Berri : le patron du Picadilly Hôtel
- Charles Millot : Mick, le fourreur
- Dominique Zardi : un truand ami de Vasco
- Albert Dinan : l'inspecteur Chataignier
- François Darbon : l'inspecteur Couture
- Alain Bouvette : l'inspecteur Picard
- Bernard Lajarrige : l'inspecteur Lenoir
- Jean Franval : un inspecteur
- Yves Barsacq : un inspecteur
- Patrick Préjean : le mécano
- Sylvain Levignac : le tueur à la mitraillette
- Jenny Orléans : l'élève d'Émile